# Wacław Ostroróg
Wacław Ostroróg (zm. 1527) – kasztelan kaliski
Był synem wojewody poznańskiego Jana i księżniczki raciborskiej Heleny. Miał młodszego brata Stanisława. Razem z bratem studiował w Wiedniu. Po śmierci ojca w 1501 pomiędzy braćmi doszło do sporów o majątek. W 1515 wyznaczeni przez króla rozjemcy dokonali podziału dóbr pomiędzy braci. Wacław otrzymał zamek w Ostrorogu. Po śmierci brata Wacław został w 1519 mianowany w jego miejsce kasztelanem kaliskim. W związku z bezpotomną śmiercią kolejnych jego krewnych, stał się dziedzicem jednego z największych majątków w Wielkopolsce.
Jego synami z małżeństwa z Urszulą z Kutna Potocką byli Stanisław, kasztelan międzyrzecki i Jakub, starosta generalny Wielkopolski.

## Wywód przodków
| 4. Stanisław Ostroróg    |  |                          |  |  |                    |
|                          |  | 2. Jan Ostroróg          |  |  |                    |
| 5. Barbara               |  |                          |  |  |                    |
|                          |  |                          |  |  | 1. Wacław Ostroróg |
| 6. Wacław II Raciborski  |  |                          |  |  |                    |
|                          |  | 3. Helena ks. raciborska |  |  |                    |
| 7. Małgorzata z Szamotuł |  |                          |  |  |                    |
|                          |  |                          |  |  |                    |